# 滋慶医療科学大学
滋慶医療科学大学（じけいいりょうかがくだいがく、英語: Jikei University of Health Care Sciences）は、大阪府大阪市淀川区宮原1丁目2-8に本部を置く日本の私立大学。2011年創立、2021年大学設置。大学の略称は「じけい医療（じけいいりょう）」。 国家資格である臨床工学技士を養成する単科大学である。大学院は医療従事者が医療安全管理領域の専門的知識・能力を持つ高度専門職業人の養成を目的としている。

## 概観

### 大学全体
2011年に滋慶学園グループの学校法人大阪滋慶学園によって滋慶医療科学大学院大学が設立された。その後、2021年に医療科学部が新たに設置され、滋慶医療科学大学と改称した。

### 基本理念
滋慶医療科学大学の運営母体である滋慶学園グループの学校法人大阪滋慶学園は、時代に迅速に対応し、即戦力を育成する「実学教育」、コミュニケーション能力や自立した社会人としての人間力を育てる「人間教育」、価値観や文化の違いを尊重して、より広い視野でものを見ることができるように国際的感性を養う「国際教育」を建学の理念としている。また、滋慶学園グループは、職業人教育を通して社会に貢献することをミッションとして掲げ、これまでに25万人以上の卒業生を送り出している。

### 教育および研究
学部の教育は、臨床工学技士に必要な知識・技能を習得のうえ、医療の現場で活躍できる能力を修得することを基本としつつ、臨床工学の周辺分野を含む、情報科学やデータサイエンスの基礎、医工連携を含む医療機器関連企業について学び、より発展的な教育を行っている。
大学院では、医療安全を実践して医療の質を高める医療・福祉現場、教育機関、医療機関等での指導者の養成を目的に、医療安全管理の視点から医療倫理学、医療情報学、安全心理学、医療機器安全管理学、医薬品安全管理学など社会人が現場業務に関連する題材を考察している。

## 沿革
（沿革節の主要な出典は公式サイトと学校法人大阪滋慶学園公式サイト）

### 年表
- 1978年 - 学校法人大阪滋慶学園の前身が大阪薬学専門学院を設立。
- 1979年 - 財団法人大阪医療技術学園を設立。
- 1981年 - 大阪薬学専門学院と大阪医療技術学園・臨床検査技師科、医療秘書科を統合し、学校教育法に基づく専修学校・大阪医療技術学園専門学校を開校。
- 1987年 - 学校法人大阪滋慶学園を設立。
- 2011年 - 滋慶医療科学大学院大学を開学し、医療管理学研究科 医療安全管理学専攻（修士課程）を設置。
- 2020年 - 文部科学省より滋慶医療科学大学の設置認可を受ける[10]。
- 2021年 - 滋慶医療科学大学院大学から滋慶医療科学大学へ名称を変更し、新たに医療科学部 臨床工学科を設置。

## 基礎データ

### キャンパス
- 滋慶医療科学大学 本部キャンパス（大阪府大阪市淀川区宮原1丁目2-8）通称「新大阪キャンパス」
  - 最寄り各駅
    - JR西日本東海道本線・新大阪駅下車、徒歩約2分。
    - Osaka Metro御堂筋線・新大阪駅下車、徒歩約2分。

### 組織

#### 学部
- 医療科学部
  - 臨床工学科

#### 大学院
- 医療管理学研究科
  - 医療安全管理学専攻（博士前期課程）

#### 附属機関
- 滋慶教育科学研究所JESC（国家試験対策センター）

### 施設

#### 学内施設
- 模擬手術室
- 基礎医学実習室
- 臨床工学実習室
- 基礎工学実習室
- 大講義室
- PC・語学演習室
- 学生ラウンジ
- 学生サポートセンター
- 図書館
- JIKEIれすとらん新大阪[11]

#### 学外施設
- 学生寮

## 外部との関係

### 臨床実習
医療業界に多くの人材を送り出す大阪滋慶学園が培ってきた医療業界とのネットワークを活かし、大学附属病院や地域医療の中核を担う病院など多くの実習先へ学生を送り込んでいる。
- 国立循環器病研究センター
- 大阪大学医学部附属病院
- 大阪公立大学医学部附属病院
- 大阪医科薬科大学病院
- 関西医科大学総合医療センター
- 関西医科大学附属病院
- 大阪医療センター
- 大阪急性期・総合医療センター
- 大阪母子医療センター
- 地域医療機能推進機構大阪病院
- 大阪ろうさい病院
- 堺市立総合医療センター
- 市立吹田市民病院
- 大阪府済生会吹田病院
- 井上病院
- 高槻病院
- 淀川キリスト教病院
- 医誠会国際総合病院
- 住友病院
- 北野病院
- 桜橋渡辺病院
- 大阪警察病院
- 大野記念病院
- 千船病院
- 松下記念病院
- 野崎徳洲会病院
- 松原徳洲会病院
- 市立岸和田市民病院
- 岸和田徳洲会病院
- ベルランド総合病院
- 神戸大学医学部附属病院
- 兵庫医科大学病院
- 神戸市立医療センター中央市民病院
- 兵庫県立尼崎総合医療センター
- 東宝塚さとう病院
- 加古川中央市民病院
- 京都大学医学部附属病院
- 京都府立医科大学附属病院
- 武田病院
- 武田総合病院
- 京都第一赤十字病院
- 三菱京都病院
- 宇治徳洲会病院
- 滋賀医科大学医学部附属病院
- 市立大津市民病院
- 奈良県立医科大学附属病院
- 奈良県総合医療センター
- 和歌山県立医科大学附属病院
- 和歌山医療センター

### 企業実習
臨床工学技士の可能性を広げるため、医療機器メーカーと連携する企業実習にも力を入れている。
- エア・ウォーター防災株式会社
- エム・シー・ヘルスケア株式会社
- シップヘルスケアホールディングス株式会社
- 大正医科器械株式会社
- テルモ株式会社
- 日本光電工業株式会社
- フクダ電子株式会社
- 株式会社ジェイ・エム・エス
- 株式会社東海メディカルプロダクツ
- 日機装株式会社
- 株式会社メッツ
- ニプロ株式会社
- センチュリーメディカル株式会社
- 平和物産株式会社

### アジア臨床工学フォーラム
学校法人大阪滋慶学園は、2011年にアジアの臨床工学を担う技術者がグローバルな視点と現場に於ける視点を持つことを目的とし、「グローカル時代を迎えるアジアの臨床工学」のテーマのもと、中国の上海理工大学・上海医療器械高等専科学校と共催して、大阪国際会議場で第1回アジア臨床工学フォーラムを開催した。以降、臨床工学技士の技術力向上や、職業資格の国際標準化を図る機会になるフォーラムとして毎年継続的に開催されている。

### メディア取材
- 「【大麻グミ】危険性について専門家は「脳の動きを変えてしまう」と指摘　静岡県内でも“大麻グミ”の可能性があるグミを食べ体調不良例が…」（静岡第一テレビ、2023年11月28日）[15]
- 「AI化が進む医療業界――その未来を担う臨床工学技士を育てる滋慶医療科学大学×香里ヌヴェール学院 中学校・高等学校」（大学Times、2022年4月）[16]

### 系列校
- 大阪医療技術学園専門学校
- 大阪ハイテクノロジー専門学校
- 大阪保健福祉専門学校
- 大阪医療福祉専門学校
- 大阪医療看護専門学校
- 出雲医療看護専門学校
- 鳥取市医療看護専門学校
- 美作市スポーツ医療看護専門学校
- 新大阪歯科技工士専門学校
- 新大阪歯科衛生士専門学校
- 東洋医療専門学校
- 滋慶学園高等学校